# Hans Hermann Wahler
Hans Hermann Wahler (* 21. März 1909 in Fulda; † 18. Februar 1984) war ein hessischer Politiker (FDP) und ehemaliger Abgeordneter des Hessischen Landtags.
Hans Hermann Wahler machte nach dem Abitur am humanistischen Gymnasium in Fulda eine kaufmännische Lehre in Frankfurt am Main und war Werkstudent (Rechtswissenschaft). Seit 1936 war er als selbständiger Kaufmann und Fabrikant tätig, bevor er 1939 bis 1945 Kriegsdienst als Reserveoffizier leisten musste. Seit 1946 war er wieder als selbständiger Kaufmann und Fabrikant tätig und Vorstandsmitglied einer Weberei AG. 1962 bis 1964 war er Geschäftsführer des Süddeutschen Spinnweberverbandes und 1964 bis 1974 kaufmännischer Direktor einer Kautschukfabrikation in Lindau und in Belgien.
Seit 1948 war Hans Hermann Wahler Mitglied der FDP. Vom 14. April 1958 (als Nachrücker für Adam Euler) bis zum 30. November 1958 war er Mitglied des Hessischen Landtags.
Vier Jahre lang war er ehrenamtlicher Landessozialrichter sowie zeitweise Landesarbeitsrichter.